# Georges Guelzec
Georges Guelzec, né le 22 octobre 1947, est un gymnaste artistique français.
Il participe aux épreuves de gymnastique aux Jeux olympiques d'été de 1972 à Munich, terminant 13e du concours par équipes.
Georges Guelzec est président de l'Union européenne de gymnastique depuis le 1er janvier 2010jusqu'en 2020. Il en est le Président d'honneur. Il a fait partie du Comité exécutif de la FIG.
Il annonce sa candidature à la présidence de la Fédération internationale de gymnastique le 22 janvier 2015 mais il est battu par le Japonais Molinari Watanabe le 18 octobre 2016.
Il est le père de Fabrice Guelzec et Laurent Guelzec.